# 京阪7200系電車
京阪7200系電車（けいはん7200けいでんしゃ）は、1995年（平成7年）に登場した京阪電気鉄道（京阪）の通勤形電車。
7000系に改良を加えた設計で、8両編成×2本と7両編成×1本が製造された。

## 投入の経緯
輸送力増強のために1995年（平成7年）2月に8両編成×2本（16両）、同年12月に7両編成×1本（7両）がそれぞれ川崎重工業兵庫工場で製造された。1989年に登場した7000系の設計をベースとして、前面や内装などに改良が加えられている。
1995年（平成7年）6月19日のダイヤ改正を前に同年5月1日から7201Fと7202Fが運用を開始し、続いて同年12月22日から7203Fが運用を開始した。

## 車体・機器

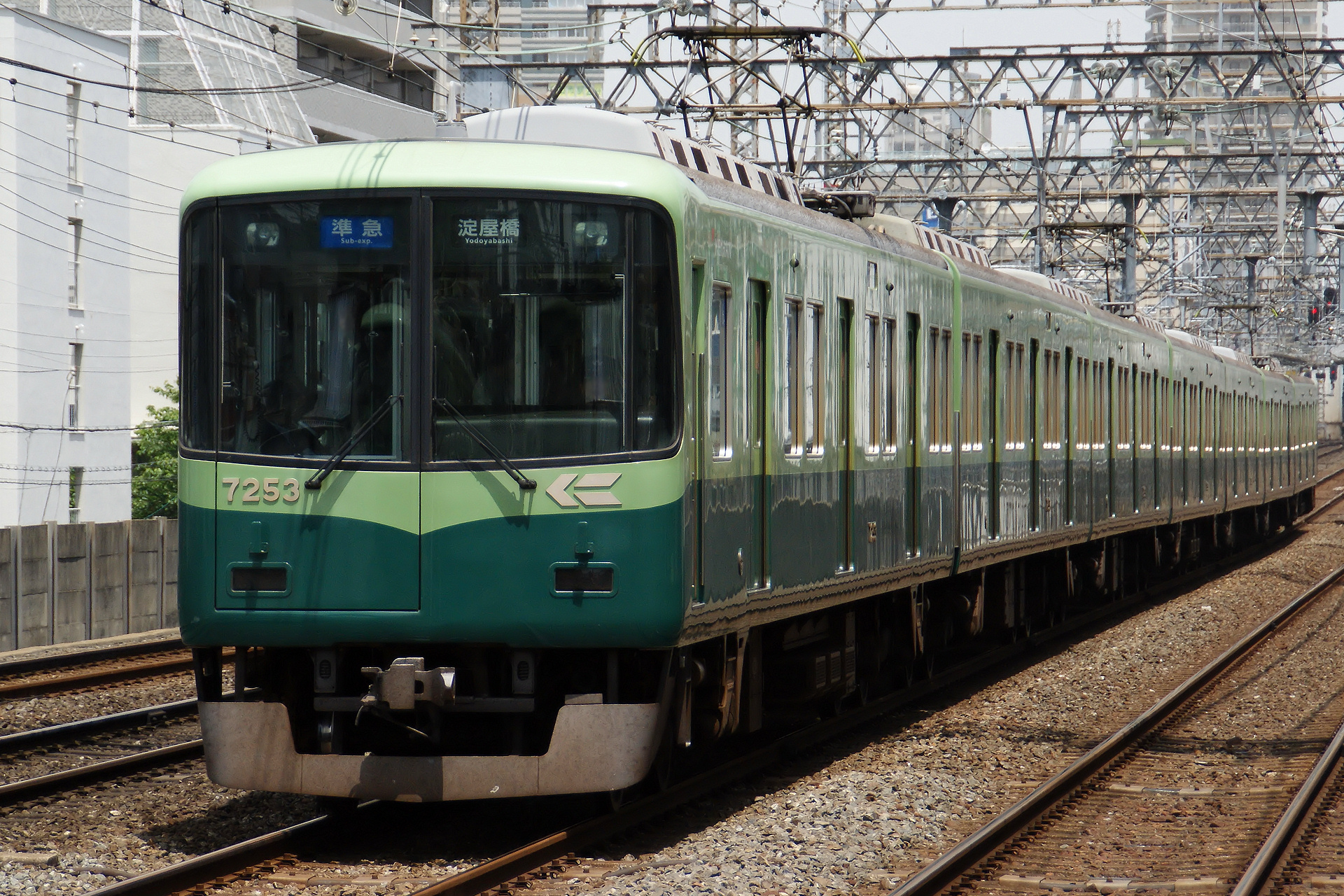
旧塗装の7200系
（2011年5月13日 土居駅）

アルミニウム合金製の大型押し出し型材で製造された車体の外観は7000系を改良したもので、正面デザインは丸みを帯びたものとなって、後に製造された9000系や10000系、京津線用の800系にも受け継がれている。先頭車の客室部分と中間車の車体は7000系とほぼ同一である。
制御装置は東洋電機製造製 ATR-H4200-RG622B であり、7000系と同一のGTOサイリスタ素子（4500 A/3000 A）によるVVVFインバータ制御である。そして「回生ブレーキ優先全電気指令式電磁直通空気ブレーキ（HRDA-1）」が一層の省エネルギー化を図っている。
主電動機はかご形三相誘導電動機 TDK6151-A（出力200 kW）、補助電源はGTOブースター式SIVの SVH140-499A（140 KVA）である。
パンタグラフは、京阪の標準と言える下枠交差型の PT-4805-C-M である。
台車は電動車が7000系の改良型の KW-77B（川崎重工製）、付随車が同系列と同一の FS-517C（住友金属工業（現：新日鐵住金→日本製鉄）製）であるが、台車中心間距離は同系列より30 cm長い12.6mとして、乗り心地の向上が図られている。
運転台のマスコンは、ブレーキとマスコンが別々の横軸ツインレバー型を京阪の車両で3000系 (初代)に続いて採用した（ただし、前者は定速度制御に対応していた関係で、ノッチ扱いに相違がある）。最高速度は110 km/h（設計上は120 km/h）、起動加速度は2.8 km/h/sである。また、本系列ではモニタ装置を運転台に設置した。このモニタ装置は本系列以降の新造車両にも採用されている。

## 内装
車内の座席はロングシートであるが、モケットの色は、長く続いていたグリーン系から変更されて、背ずりは青緑系、座面は青紫系の色となった。床の色は赤御影石を模した模様入りとなった。ドア上部には、停車駅をLEDランプで点灯させる地図式の案内表示器と蛍光表示管を用いた文字表示器が併設された。また、各車両の大阪方に車椅子スペースを設置し、全側窓にパワーウィンドウを導入するなど、新しい京阪を象徴するものとなっている。後の5000系の更新の際にも本系列の内装デザインが採用されている。さらに7000系で廃止されたドアスペース用つり革の跳ね上げ機構が本系列で復活した。なお、当系列より「発車時の戸閉予告ブザー」音が変更され、これは京阪線系統の当系列以降の新造車および更新車、さらには中之島線開業後の京阪特急専用車にも採用されている。
2005年（平成17年）の車両点検の際には、日焼けなどにより、座席の汚れが非常に目立っていたため、座席が10000系で使用されている青色の生地へ交換されたほか、地図式LED停車駅案内表示は老朽化および中之島線開通への対応のため同系全車一般的な3色LED表示器に変更されている。一般的な3色LEDではあるが、2器並列させ、左側は種別表示、右側は次駅案内と沿線でのイベントのお知らせなどを表示している。なお、取り外された旧盤面はファミリーレールフェアで販売された。
7202Fは、2013年（平成25年）11月の検査の際、座席が13000系と同様の柄のものに張り替えられている。また、10000系に編入された7201Fの7301号（後述）も同じく座席の張り替えを行った。
車内灯はLED化されているが、従来通りカバーが付いている。

## 製造
| ← 出町柳淀屋橋・中之島 → | ← 出町柳淀屋橋・中之島 → | ← 出町柳淀屋橋・中之島 → | ← 出町柳淀屋橋・中之島 → | ← 出町柳淀屋橋・中之島 → | ← 出町柳淀屋橋・中之島 → | ← 出町柳淀屋橋・中之島 → | ← 出町柳淀屋橋・中之島 → | ← 出町柳淀屋橋・中之島 → | ← 出町柳淀屋橋・中之島 → |
| ------------------------ | ------------------------ | ------------------------ | ------------------------ | ------------------------ | ------------------------ | ------------------------ | ------------------------ | ------------------------ | ------------------------ |
| 形式                     | ◇ 7200 （Mc）            | 7700 （T）               | 7800 （T）               | ◇ 7300 （M）             | ◇ 7350 （M）             | 7750 （T）               | 7950 （T）               | ◇ 7250 （Mc）            | 竣工                     |
| 車両番号                 | 7201                     | 7701                     | 7801                     | 7301                     | 7351                     | 7751                     | 7951                     | 7251                     | 1995/02/28               |
| 車両番号                 | 7202                     | 7702                     | 7802                     | 7302                     | 7352                     | 7752                     | 7952                     | 7252                     | 1995/03/30               |

| ← 出町柳淀屋橋・中之島 → | ← 出町柳淀屋橋・中之島 → | ← 出町柳淀屋橋・中之島 → | ← 出町柳淀屋橋・中之島 → | ← 出町柳淀屋橋・中之島 → | ← 出町柳淀屋橋・中之島 → | ← 出町柳淀屋橋・中之島 → | ← 出町柳淀屋橋・中之島 → | ← 出町柳淀屋橋・中之島 → |
| ------------------------ | ------------------------ | ------------------------ | ------------------------ | ------------------------ | ------------------------ | ------------------------ | ------------------------ | ------------------------ |
| 形式                     | ◇ 7200 （Mc）            | 7700 （T）               | 7900 （T）               | ◇ 7350 （M）             | 7750 （T）               | 7850 （T）               | ◇ 7250 （Mc）            | 竣工                     |
| 車両番号                 | 7203                     | 7703                     | 7903                     | 7353                     | 7753                     | 7853                     | 7253                     | 1995/12/21               |

7201Fと7202Fは4M4Tの8両編成、7203Fは3M4Tの7両編成で製造されたが、8両編成は中間の3両を抜いて5両編成でも運用できるように各種機器が配置されており、5両編成で運用に入った実績もある（後述）。

## 新塗色化
7201Fは2008年（平成20年）5月23日より新塗色で運用されている。変更時に車両番号のフォントの変更や京阪の新CIロゴへの交換が行われた。京阪線の塗色変更車はこの編成が最初の車両となった。また7202Fも2009年（平成21年）10月27日より新塗色化された。
そして最後まで旧塗装で残っていた7203Fも、2011年10月21日に新塗装となり、7200系の旧塗装編成は消滅した。

## 特別塗色・ラッピングなど

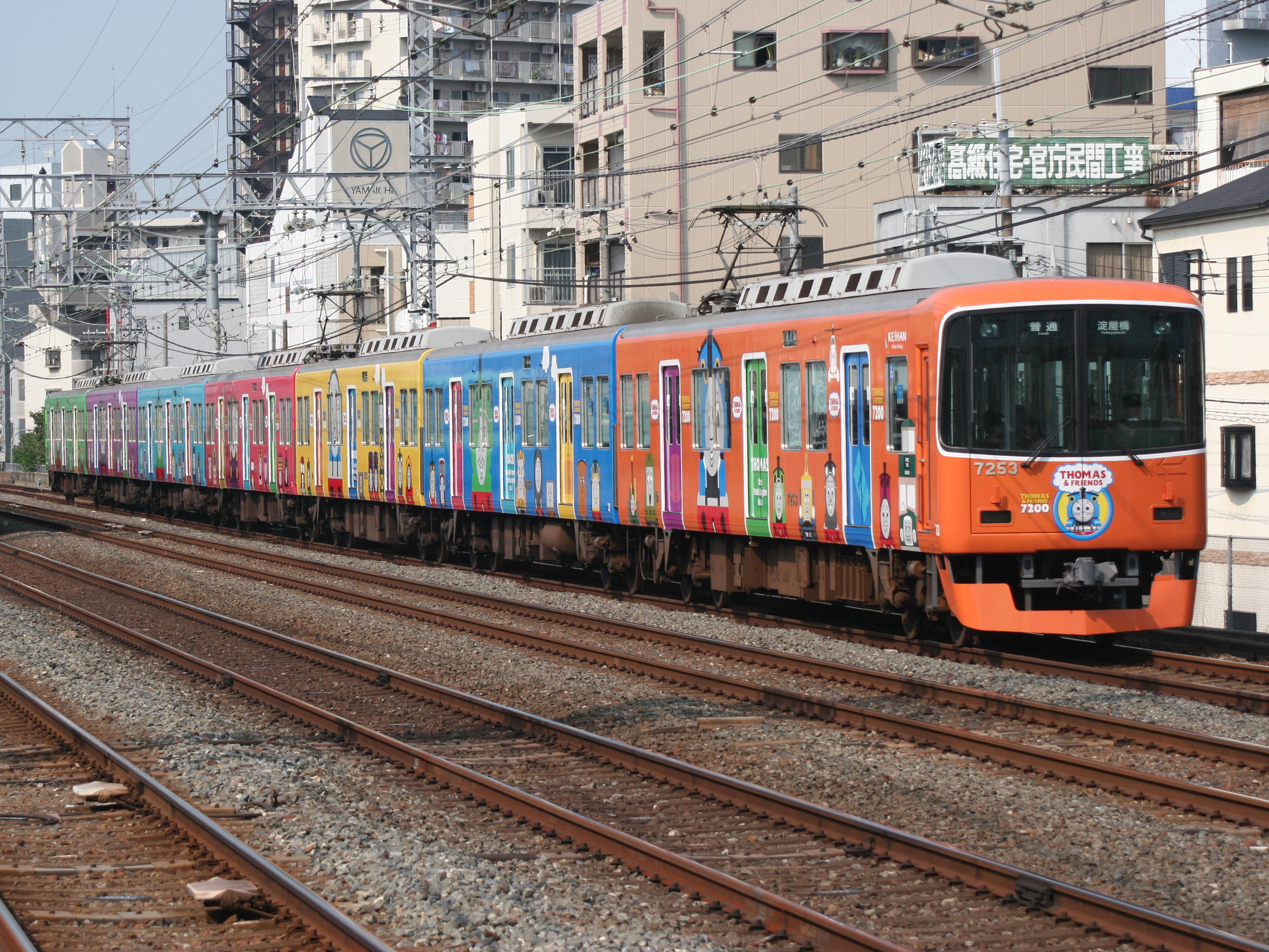
京阪7200系
（2008年度のきかんしゃトーマスラッピング車）
（2008年7月21日）

7203Fが3度にわたりラッピング車両となっている。
- 2004年（平成16年）7月 - 2006年（平成18年）7月：ICカード「e-kenet PiTaPa」
- 2006年（平成18年）7月29日 - 2007年（平成19年）1月21日：「きかんしゃトーマスとなかまたち」（1度目）
- 2008年（平成20年）7月19日 - 2009年（平成21年）1月25日：「きかんしゃトーマス」[9]（2度目）

最初のトーマスラッピング最終日には、支線向けラッピング車両となった10000系10003Fと共にラストラン記念運転が行われ、特急で運用されたりもした。
2度目のトーマスラッピングでは、デザインは最初のものが各車で同じだったのとは異なり、各車両ごとに異なる地色を使うと共に異なるメインキャラクターを配しており、出町柳方から順に黄緑／James、紫／Diesel、水色／Percy、マゼンタ／Lady、黄色／Gordon、青／Duck、オレンジ／Thomasとなっている。また、メインキャラクター以外の配置は各車両の左右側で異なり、車内の座席脇などにも他のキャラクターを配している。また、こちらも最終日にラストラン記念運転が行われ、中之島駅では展示も行われた。

## 組成変更と10000系への編入

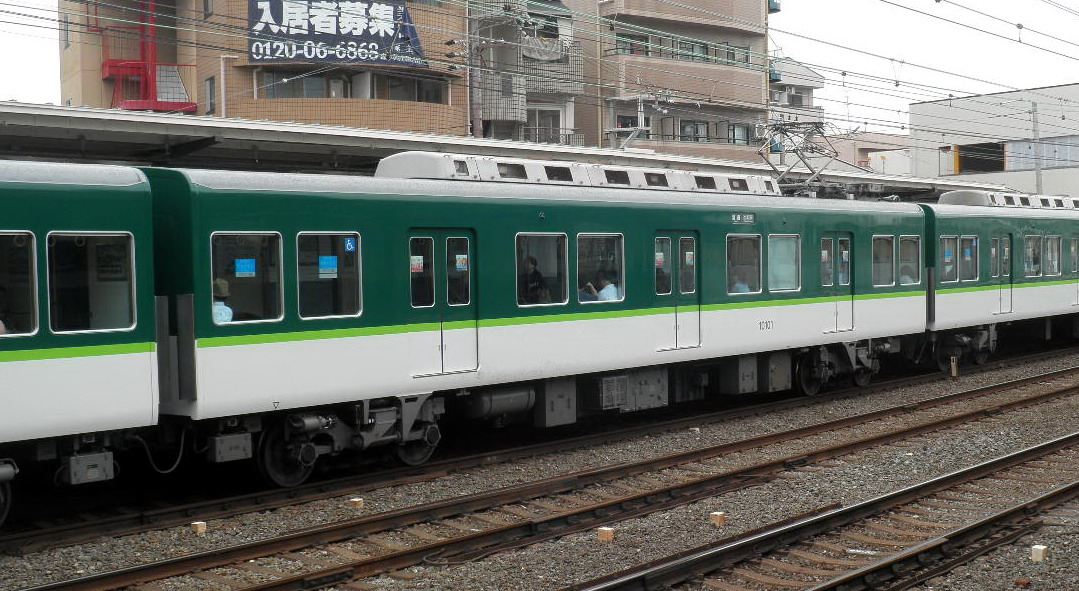
10000系に編入され10101となった7301

2015年（平成27年）2月に、7201Fの組成が変更されて、7203Fと同様の3M4Tの7両編成となった。中間車1両（7301）が抜かれるとともに、7951と7801の連結位置が入れ換えられて、7951は7901に、7801は7851に改番された。2016年11月には7202Fも7両編成化され、7200系の8両編成は消滅した。変更後の組成は次のとおりである。また、この組成変更により、中間車を抜いて5両編成で運用することはできなくなった。
7両編成化の際に編成から抜かれた7301は2016年（平成28年）に10101に改番され、同じく9000系から抜かれた9601・9602とともに10000系の10001Fに組み込まれて、同編成は7両編成となった。7301の制御装置はGTOサイリスタ素子の装置であったが、10000系にあわせてIGBT素子の装置にASSY交換された。また、続いて7302も改造の上9000系から抜かれた9603・9604とともに10000系の10002Fに組み込まれた。

## 運用
他の7両編成の形式と同様に、通勤快急・快速急行・急行・通勤準急・準急・区間急行・普通において運用されている。
7201F・7202Fが8両編成であった頃は同じく8両編成の6000系および9000系と共通運用であった。
7201Fと7202Fは、7両編成化以前、中間車3両を抜いた5両での運転も可能で、「宇治快速」の他、1999年（平成11年）9月と2002年（平成14年）3月から4月に交野線・宇治線で運用された実績がある。その後7202Fは2006年（平成18年）4月にも約6日間5両編成化され、本線および交野線で運用された（ただしK特急「おりひめ」と準急「ひこぼし」には充当されていない）。また、毎年8月10日に開催されていた宇治川花火大会輸送の5両編成確保のため、2006年（平成18年）と2009年（平成21年）は7201Fが、2007年（平成19年）と2008年（平成20年）は7202Fが5両で宇治線に入線した。
7両編成は、2016年（平成28年）3月19日のダイヤ改正以前は快速急行運用に就くことはなかったが、このダイヤ改正からは一部の快速急行・通勤快急に使用されている。また2016年（平成28年）から2017年（平成29年）にかけて、8000系が「プレミアムカー」改造のため7両編成で運用されていた時期には、8000系の運用の状況によっては代走で特急運用に入ることがあった。

## 編成表
2024年（令和6年）4月1日現在
| ← 出町柳淀屋橋・中之島 → | ← 出町柳淀屋橋・中之島 → | ← 出町柳淀屋橋・中之島 → | ← 出町柳淀屋橋・中之島 → | ← 出町柳淀屋橋・中之島 → | ← 出町柳淀屋橋・中之島 → | ← 出町柳淀屋橋・中之島 → | ← 出町柳淀屋橋・中之島 → | ← 出町柳淀屋橋・中之島 → | ← 出町柳淀屋橋・中之島 → |
| ------------------------ | ------------------------ | ------------------------ | ------------------------ | ------------------------ | ------------------------ | ------------------------ | ------------------------ | ------------------------ | ------------------------ |
| 形式                     | ◇ 7200 （Mc1）           | 7700 （T1）              | 7900 （T0）              | ◇ 7350 （M3）            | 7750 （T3）              | 7850 （T2）              | ◇ 7250 （Mc2）           | 7両編成化                | 備考                     |
| 搭載機器                 | VVVF                     | SIV                      | CP                       | VVVF                     | SIV                      | CP                       | VVVF                     | 7両編成化                | 備考                     |
| 車両番号 （旧車番）      | 7201                     | 7701                     | 7901 （7951）            | 7351                     | 7751                     | 7851 （7801）            | 7251                     | 2015/02/10               |                          |
| 車両番号 （旧車番）      | 7202                     | 7702                     | 7902 （7952）            | 7352                     | 7752                     | 7852 （7802）            | 7252                     | 2016/12/02               |                          |
| 車両番号 （旧車番）      | 7203                     | 7703                     | 7903                     | 7353                     | 7753                     | 7853                     | 7253                     |                          | 運用開始時から7連        |

凡例
- VVVF：制御装置
- SIV：補助電源
- CP：空気圧縮機
- ◇：集電装置

## その他
- 京阪の新系列車両は兵庫県神戸市兵庫区の川崎重工業兵庫工場で製造されるが、完成した7201F・7202Fの輸送は、阪神・淡路大震災発生と重なり、最初の4両が寝屋川工場に搬入された時点で神戸からの陸上ルートが寸断された影響で、残りの12両は川崎重工業兵庫工場南端の兵庫運河に面した桟橋から艀に載せられ[注 3]、泉大津港まで海上輸送された。このため、史上初の「海を渡った京阪電車」となった[16]。
- 京阪の車両では、本系列から車内に取り付けられている製造メーカーの銘板が「Kawasaki」ロゴ（本来は川崎重工製の二輪車向けのロゴ）に変更された。